# Francesc Caballero Muñoz
Francisco Caballero Muñoz (Valencia, 1894 – Valencia, 1982) fue un poeta español que escribió en valenciano. Participó en los concursos literarios organizados por el Ayuntamiento de Valencia y Lo Rat Penat y militó en Unió Valencianista.
Colaboró en las revistas Pàtria Nova, El Poble Valencià, Pensat i Fet y El Camí, en esta última con el seudónimo Daniel Tossal. Perteneció al equipo de redacción de Taula de Lletres Valencianes.  En 1932 fue uno de los signatarios de las Normas de Castellón. Tras la guerra civil española se separó del valencianismo y publicó poesía de temática fallera e inequívocamente franquista.